# نيك أندرسون (لاعب كرة قدم)
نيك أندرسون (بالإنجليزية: Nick Anderson)‏ هو لاعب كرة قدم بريطاني (وحمل سابقاً جنسية المملكة المتحدة لبريطانيا العظمى وأيرلندا) في مركز الهجوم، ولد في 1865 في ولفرهامبتن في المملكة المتحدة، وتوفي في 1921. لعب مع وولفرهامبتون واندررز.